# Republicano libertario
En la política estadounidense, un Republicano libertario es un político o miembro del  Partido Republicano que defiende políticas libertarias mientras que normalmente vota y esta involucrado con el Partido Republicano.

## Creencias y tamaño
El Partido Republicano está dividido en facciones; En una encuesta de 2014 del Pew Research Center sobre tipología política y polarización dice que, el 12% de los Republicanos se describieron a sí mismos como libertarios. En 2012, la rama libertaria del partido se describió como más pequeña que otras ramas, incluidos los votantes del  Tea Party (la ala más hacia la derecha del Partido Republicano compuesto por pragmáticos y conservadores cristianos). Sin embargo, el bloque libertario del partido es más grande que otras facciones, como los ex Republicanos moderados del noreste de Rockefeller (que prácticamente han desaparecido) y los votantes de "seguridad nacional" que favorecen el neoconservadurismo. En comparación con otras facciones republicanas, los republicanos libertarios tienen relativamente poca lealtad al partido.
Según un análisis del  New York Times  de 2012, los Republicanos libertarios tienen una variedad de temas que los motivan. En política económica y doméstica, favorecen la desregulación y los recortes de impuestos, la derogación de la Ley del Cuidado de Salud a Bajo Precio y la protección del derechos de armas. En cuestiones sociales, favorecen la privacidad y se oponen a la Ley USA PATRIOT Y se oponen a la Guerra contra las drogas. En política exterior y de defensa, los Republicanos libertarios son aislacionistas. Mientras que la mayoría de los libertarios favorecen el derecho al aborto, algunos Republicanos libertarios  se oponen a casi todos los abortos. Dos tercios de los republicanos libertarios son hombres.

## Organizaciones
El Republican Liberty Caucus, que se describe a sí mismo como "la organización más antigua en funcionamiento continuo en el movimiento Liberty Republican con estatutos estatales en todo el país", se fundó en 1991. En la década de 1990, los presidentes del grupo incluían a Chuck Muth, Roger MacBride y al congresista Ron Paul; en la década de 2000, los presidentes del grupo incluían a Dave Nalle. La declaración de principios del grupo afirma "el principio de que los derechos y libertades individuales son ilimitados" y pide el libre comercio; la "privatización de todos los activos públicos"; la abolición de muchas agencias federales; la derogación de la mayoría de los impuestos federales actuales a favor de un solo impuesto sobre la renta fijo o impuesto nacional sobre las ventas; y la eliminación progresiva de los "programas gubernamentales obligatorios de jubilación, discapacidad y salud".
El Liberty Caucus es un caucus del Congreso formado por el representante  Libertario Justin Amash de Míchigan, en ese momento un Republicano. En 2014, el grupo "estaba formado por unos 30 Republicanos de tendencia libertaria (y visitantes Demócratas ocasionales como Jared Polis)". El grupo es un rival del conservador Comité de Estudio Republicano, que favorece el alto gasto militar.

## Figuras públicas

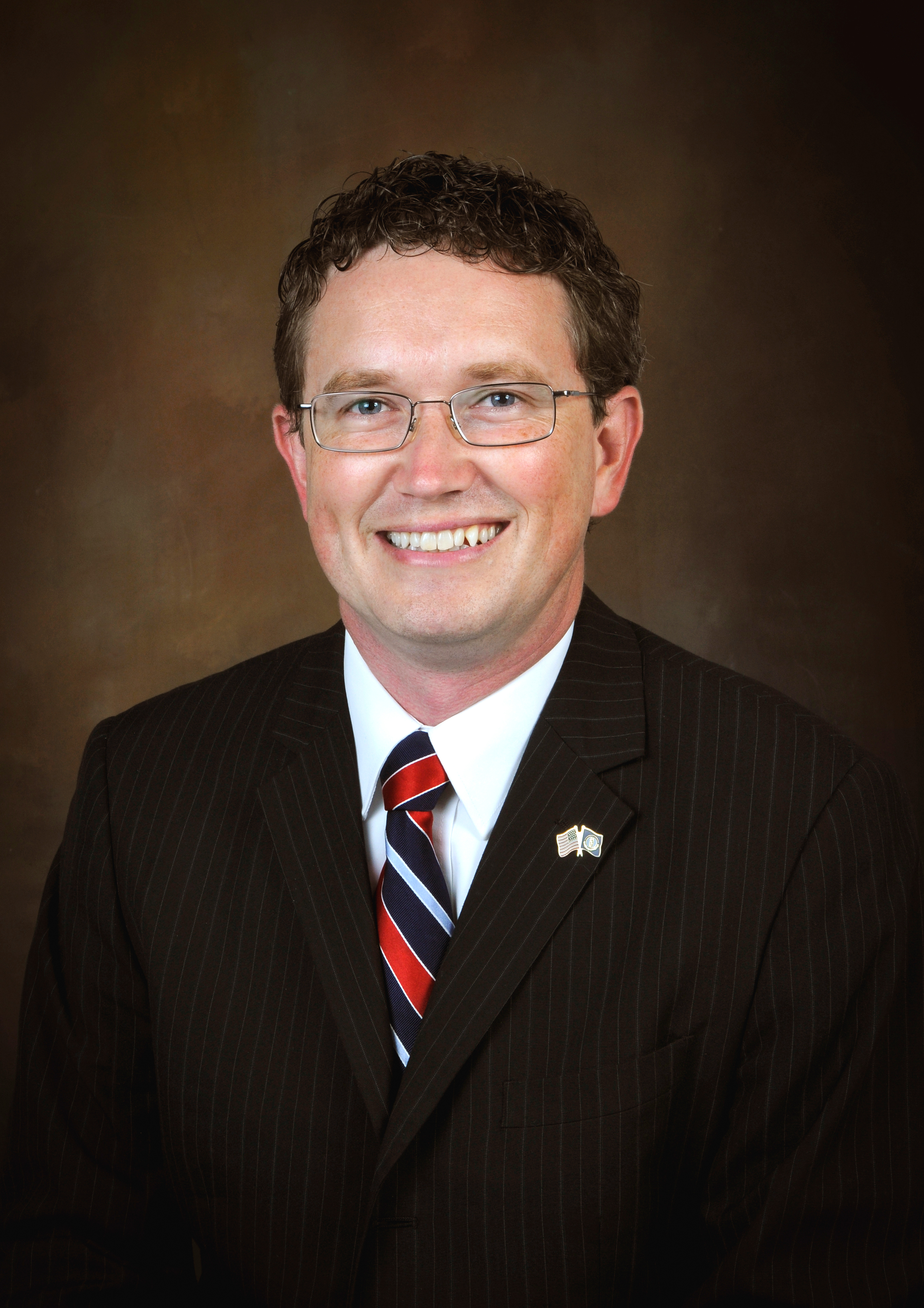
Thomas Massie

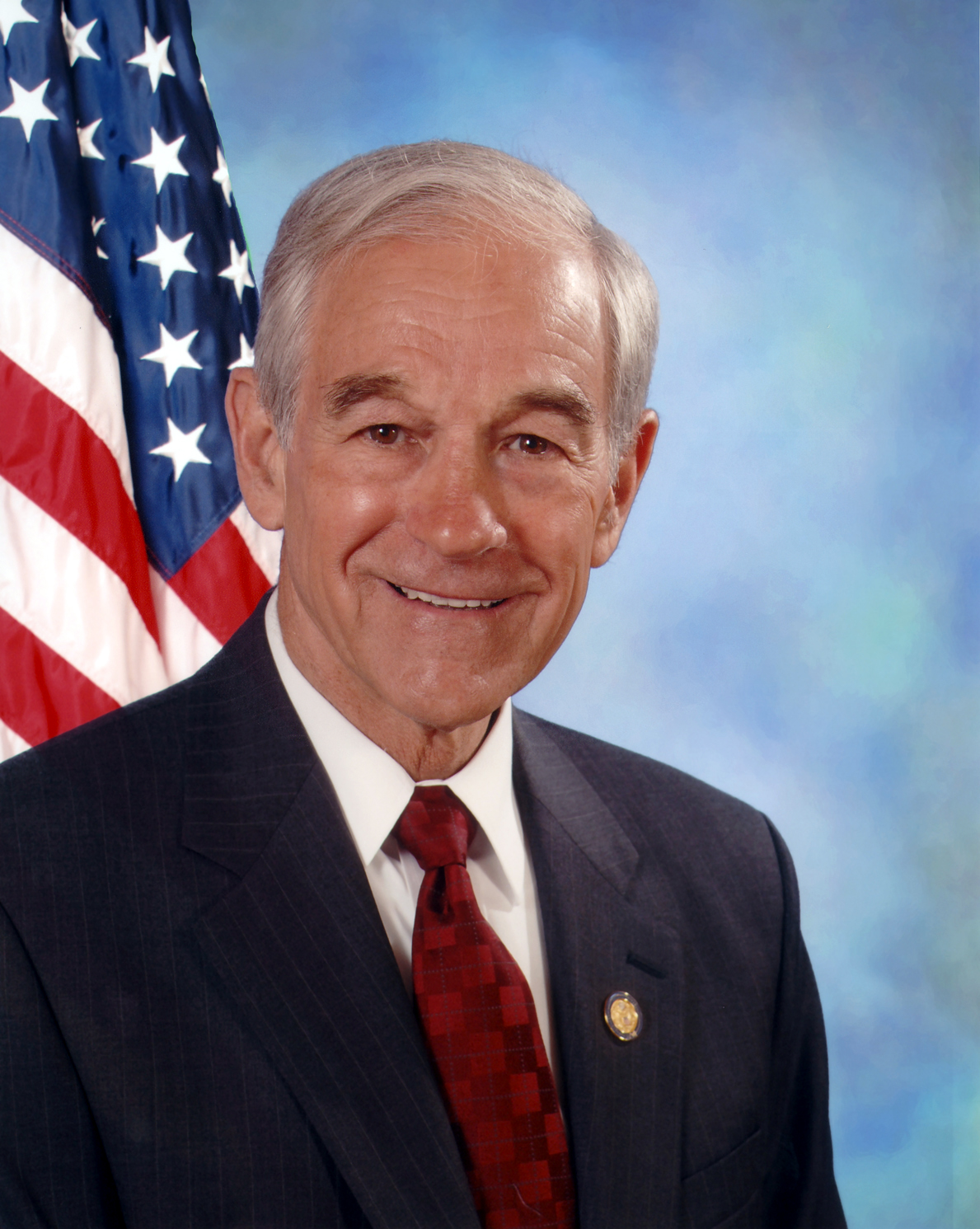
Ron Paul

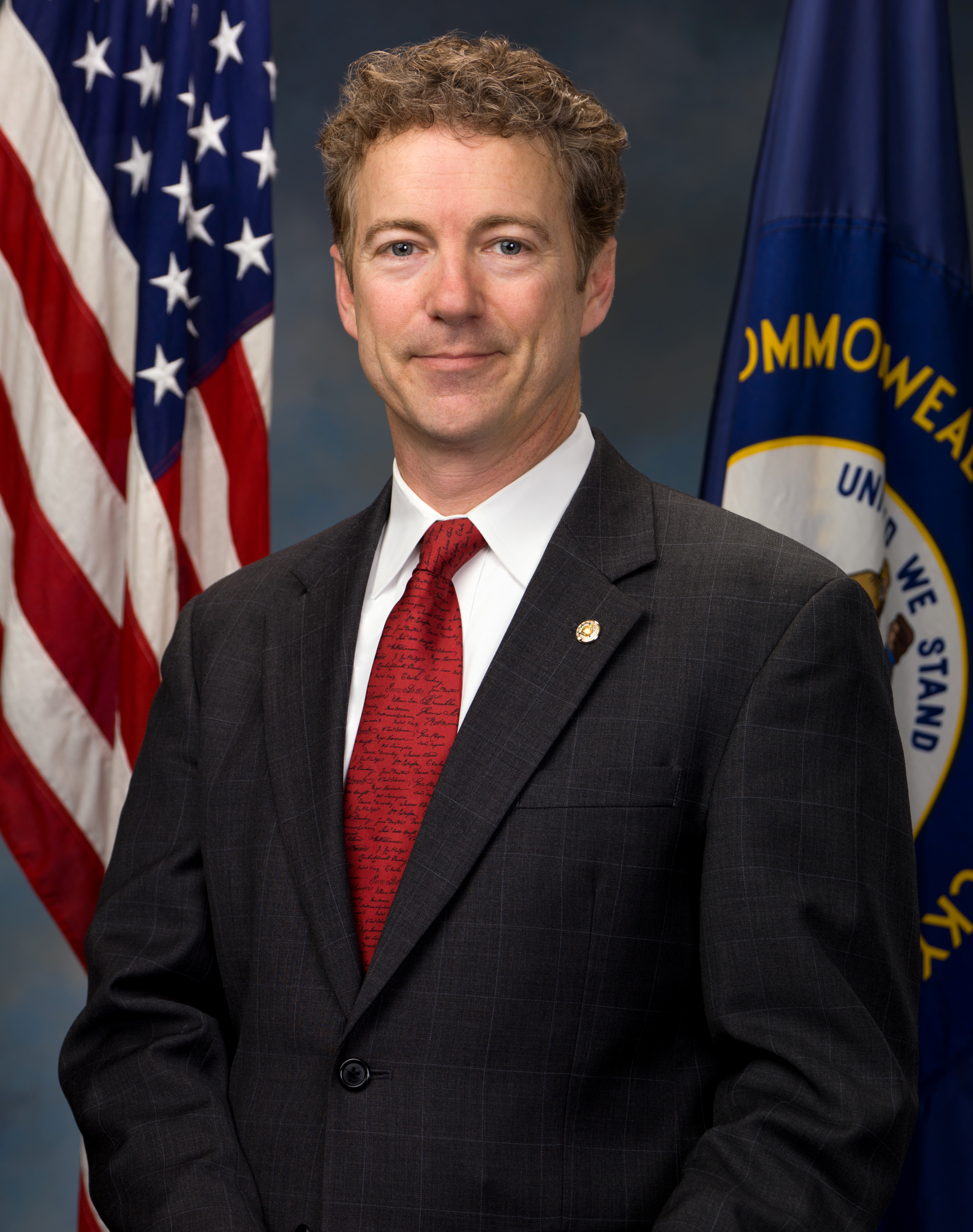
Rand Paul

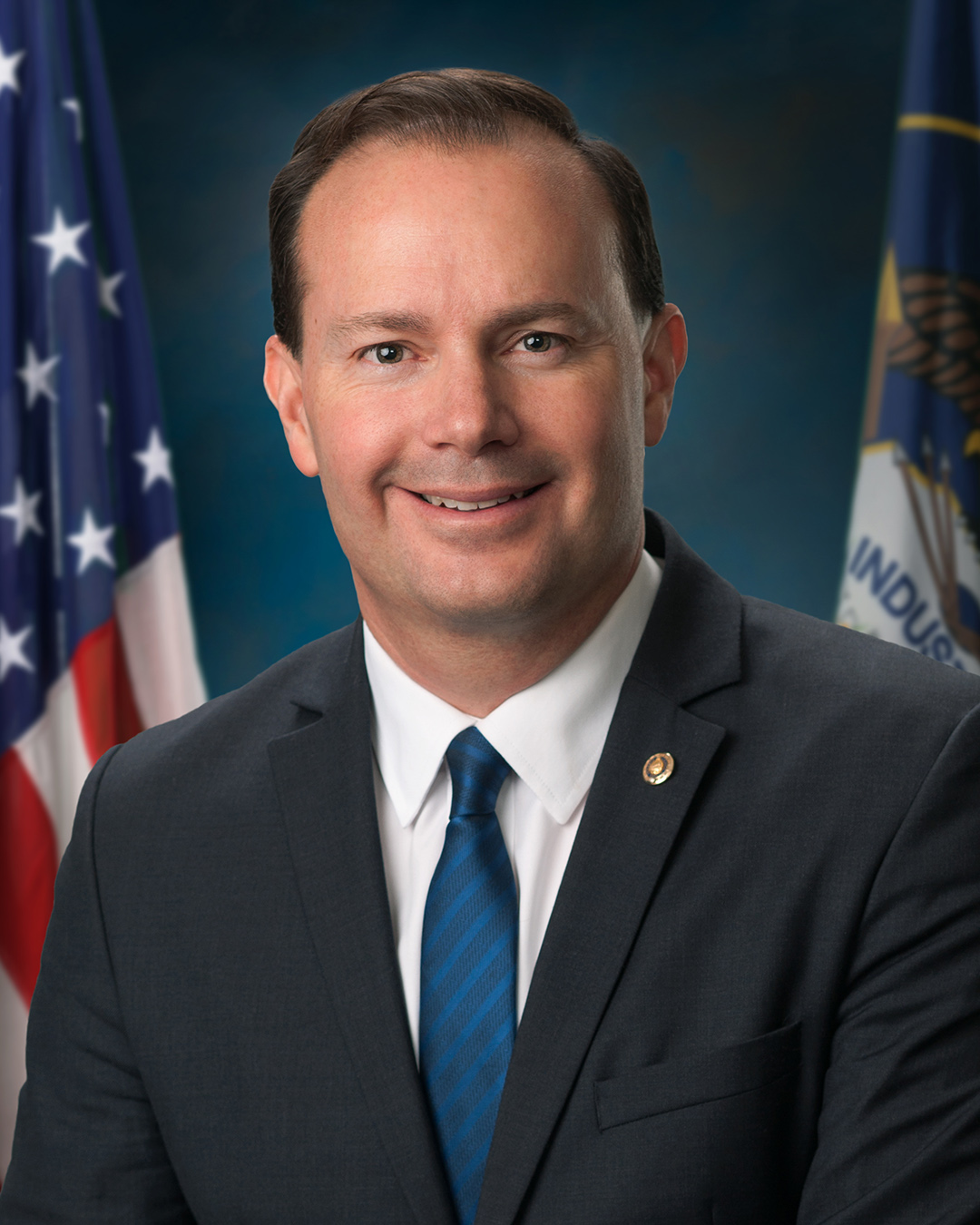
Mike Lee

### Funcionarios a nivel de gabinete
- Exdirector Mick Mulvaney de la Oficina de Administración y Presupuesto; exjefe de Gabinete de la Casa Blanca en funciones; exrepresentante de Estados Unidos de Carolina del Sur[6]
- Exdirector David Stockman de la Oficina de Gestión y Presupuesto; exrepresentante de los Estados Unidos de Míchigan; libertario autodenominado.[7]

### Representantes
- Representante Thomas Massie de Kentucky - descrito como "un Republicano del norte de Kentucky con inclinaciones libertarias",[8] Massie es un "autodenominado libertario"[9] quien ha recibido apoyo libertario, aunque también se ha descrito a sí mismo como un "'conservador constitucional' dentro del Partido Republicano".[10]
- Representante Warren Davidson de Ohio.
- Representante Tom McClintock de California - descrito como "libertario inclinado" por la revista  Reason.[11]
- Exrepresentante Justin Amash de Míchigan - presidente del Liberty Caucus; dejó el Partido Republicano en 2019 para convertirse en Independiente. Ahora es un miembro registrado del Partido Libertario.[12]
- Exrepresentante Raúl Labrador de Idaho[13]
- Exrepresentante Dana Rohrabacher de California[14]
- Exrepresentante Mark Sanford de Carolina del Sur (también exgobernador de Carolina del Sur) - republicano, a menudo se lo describe como un defensor de opiniones libertarias;[15] afirmó haber rechazado una oferta del  Partido Libertario para candidato presidencial junto a Gary Johnson para ser su vicepresidente en las  Elecciones de 2016.[16]
- Exrepresentante Bob Barr de  Georgia[17]
- Exrepresentante Helen Chenoweth-Hage, de Idaho.
- Exrepresentante Kerry Bentivolio de Míchigan[18]
- La exrepresentante Connie Mack IV de Florida - descrita como "una conservadora fiscal acérrima... con tendencias libertarias".[19]
- Exrepresentante Ron Paul de Texas - ícono Republicano libertario de larga data; sin éxito  se postuló para presidente en 1988 como el  Libertario nominado, y  en 2008 y  2012 como candidato  Republicano.[20][21]
- Representantes anteriores Howard H. Buffett de Nebraska, Ralph W. Gwinn de  Nueva York, Frederick C. Smith de  Ohio y HR Gross de Iowa - miembros de la Cámara descritos por Murray Rothbard como "extrema derecha... sólidamente aislacionistas y opuestos a las guerras e intervenciones extranjeras, y cercano al libre mercado y libertario en asuntos domésticos".[22]

### Senadores
- El senador Rand Paul de Kentucky - a veces se considera de tendencia libertaria,[23] y en múltiples ocasiones se ha descrito a sí mismo como tal al discutir temas como la deuda nacional y otros temas económicos, la vigilancia interna, la intervención militar extranjera y la guerra contra las drogas. Sin embargo, David Boaz del Instituto Cato señala que "Paul no pretende ser un libertario, y toma posiciones con las que muchos libertarios no están de acuerdo".[24]
- El senador  Mike Lee de Utah - descrito como un libertario económico y civil.[25][26]
- Exsenador Barry Goldwater de Arizona[27]
- Former Senator Mark Hatfield of Oregón[28]
- Exsenador George Frisbie Hoar de Massachusetts[29]

### Gobernadores estatales
- El exgobernador Gary Johnson de Nuevo México - sirvió dos mandatos como gobernador como Republicano y se postuló para presidente como Republicano en 2011,[30] pero cambió del Partido Republicano al Partido Libertario más tarde ese año, sirviendo como el candidato libertario a la presidencia en 2012 y 2016.
- Exgobernador William Weld de Massachusetts - Como gobernador Republicano de Massachusetts, Weld se autoidentificó como un Republicano libertario.[31] Más tarde, Weld se acercó al Partido Libertario. En 2006, Weld buscó sin éxito la nominación republicana para gobernador de Nueva York; ganó el respaldo del Partido Libertario ese año antes de abandonar la carrera.[32][33] En 2019, Weld se reincorporó al Partido Republicano para lanzar un desafío principal al presidente Donald Trump.[34]

### Legisladores estatales
- Kurt Bills, ex  Representante del estado de Minnesota; se describe a sí mismo como un "conservador constitucional de tendencia libertaria"; La revista Reason escribe que "la mayoría de sus posiciones se alinean con las ideas libertarias dominantes. Es hostil a la guerra contra las drogas, favorece una política exterior no intervencionista y abraza la economía austriaca".[35]
- Eric Brakey, ex  Senador del estado de Maine. Se postuló sin éxito para las elecciones al Senado de los Estados Unidos en Maine, 2018. Trabajó para  Campaña de 2012 de Ron Paul, dirigió el PAC de Defensa de la Libertad.[36]
- Laura Ebke, ex  Senadora del estado de Nebraska - elegida a la legislatura en 2014 y posiciones libertarias avanzadas. Se describió a sí misma a principios de 2015 como "una republicana y una libertaria conservadora",[37] En 2016, Ebke se pasó al Partido Libertario.[38][39]
- Nick Freitas,  Delegado del estado de Virginia. Se postuló sin éxito para las elecciones al Senado de los Estados Unidos en Virginia, 2018. Descrito por tener un "historial de votaciones conservadoras y una racha libertaria".[40]
- Richard Tisei, ex  Senador del estado de Massachusetts y líder de la minoría del Senado estatal; se identifica como un "libertario tradicional" en el sentido social y fiscal.[35]

### Autores y académicos
- Economista ganador del Premio Nobel Milton Friedman[41]
- Wall Street Journal  escritor  Stephen Moore[42]
- Economista y filósofo Murray Rothbard (hasta la década de 1950)[43]
- Economist Mark Skousen[42]

### Otros
- Jerry Doyle, presentador de un programa de entrevistas de radio[44]
- Clint Eastwood, actor, cineasta, se describe a sí mismo como un libertario y dice que "siempre ha sido un libertario", pero que está asociado con el Partido Republicano.[45][46][47]
- Jack Hunter, presentador de programa de entrevistas de radio ("The Southern Avenger"), comentarista político, ex asistente de Rand Paul, editor de  Rare Politics [48][49] – ha escrito sobre su "atracción por el libertarismo".[49] Hunter expresó anteriormente puntos de vista neo-confederado, que el comentarista libertario y profesor de derecho Ilya Somin criticó en 2013 como incompatible con el libertarismo.[49]
- Glenn Jacobs, luchador profesional con WWE y actual  Republicano Alcalde de  Knoxville, TN.[50][51]
- Kennedy, comentarista de televisión y ex MTV VJ[52]
- Dennis Miller, personalidad de la televisión, se describió a sí mismo como un "libertario conservador" en la década de 1990, aunque "su comentario siempre contenía una veta de populismo de derecha".[53] Después de los ataques del 11 de septiembre, las opiniones de Miller, en particular sobre la política exterior y de defensa, se desviaron más hacia la derecha.
- Grover Norquist, activista anti-impuestos y figura republicana; libertario económico identificado con "apoyo a economía del lado de la oferta y  escepticismo sobre la ciencia climática".[54][55]
- PAG. J. O'Rourke, humorista, autor - Republicano conservador-libertario, aunque apoyó a la candidata demócrata Hillary Clinton en la campaña presidencial de 2016.[56][57]
- Austin Petersen, excandidato presidencial del Partido Libertario y excandidato Republicano para el  Senado de los EE. UU. En Misuri en 2018.[58]
- Kid Rock, músico, que se describe a sí mismo como de tendencia libertaria.[59]
- Wayne Allyn Root, autor y presentador de radio[60]
- Peter Schiff, corredor de inversiones - descrito como "libertario" o "de inclinación libertaria";[61]
- Mark Spitznagel, hedge fund manager[62]
- Roger Stone, consultor político Republicano, cabildero y estratega, autodenominado libertario.[63]
- Peter Thiel, empresario de Silicon Valley, cofundador de PayPal, Republicano registrado y autodenominado libertario.[64][65]
- Vince Vaughn, actor, libertario autoproclamado.[66]
- Tho Bishop, economista y compañero del Instituto Mises